# Tim Walberg

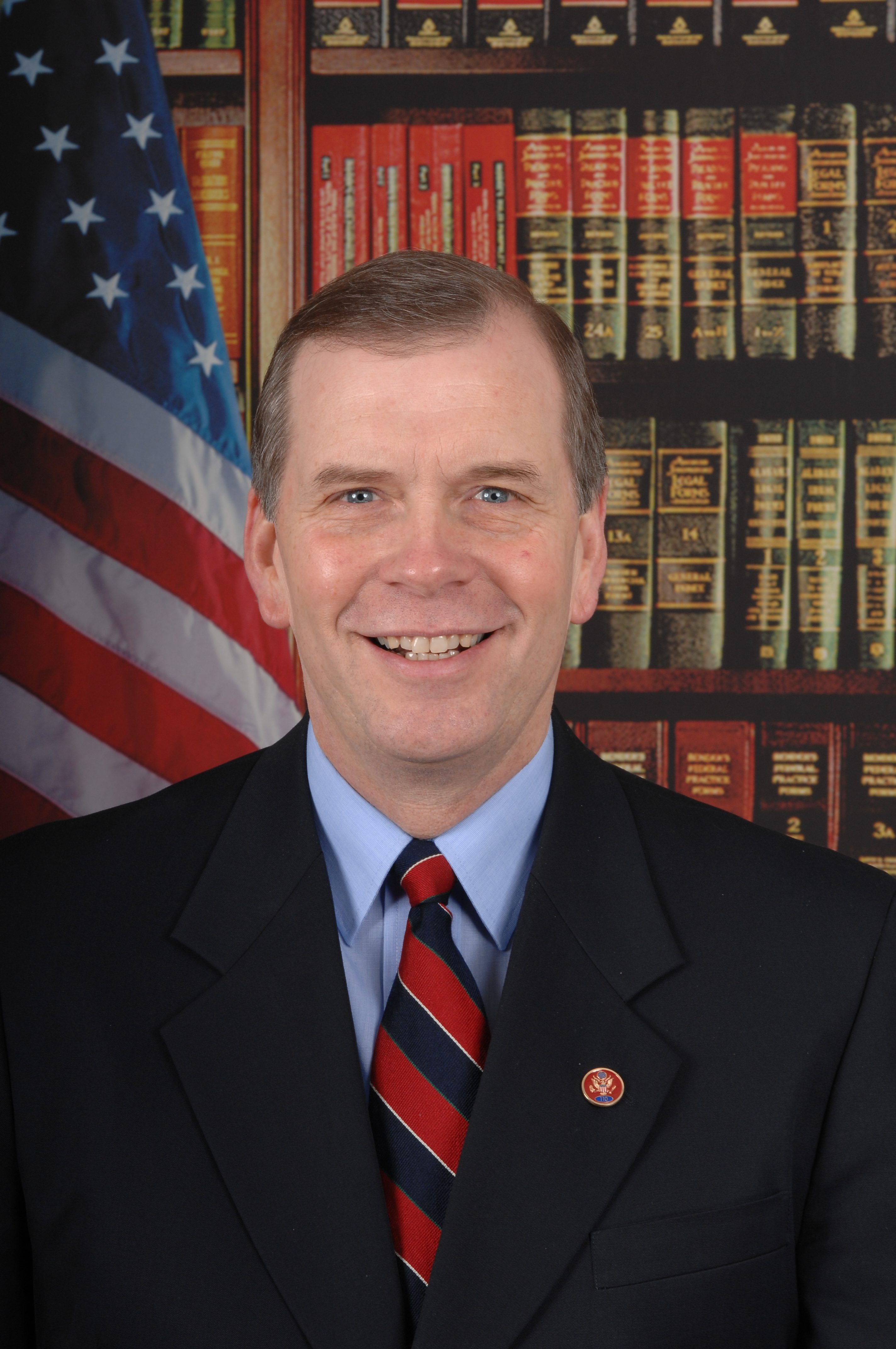
Tim Walberg i januari 2007.

Timothy Lee "Tim" Walberg, född 12 april 1951 i Chicago, Illinois, är en amerikansk republikansk politiker. Han representerade delstaten Michigans sjunde distrikt i USA:s representanthus 2007-2009.

## Biografi
Walberg är född och uppväxt i Chicago som son till Alice Ann och John A. Walberg. Hans fars släkt är svenskättlingar. Walberg studerade först vid Western Illinois University och utexaminerades 1975 från Fort Wayne Bible College. Han avlade sedan 1978 sin Master of Arts vid Wheaton College. Han arbetade både som präst och i en administrativ befattning vid Moody Bible Institute.
Walberg besegrade sittande kongressledamoten Joe Schwarz i republikanernas primärval inför kongressvalet i USA 2006. Han vann sedan själva kongressvalet och efterträdde Schwarz som kongressledamot i januari 2007. Medan Schwarz hade stått för en mera moderat politik i representanthuset, var Walbergs linje klart konservativ i både ekonomiska - och moralfrågor. Walberg ställde upp till omval efter en mandatperiod i kongressen men besegrades av demokraten Mark Schauer.
Han är gift med Sue Walberg och har tre barn.

### Fotnoter
1. 1 2 3 4 5 6 7 8  Biographical Directory of the United States Congress, United States Government Publishing Office, 1903, läs online.[källa från Wikidata]
2. 1 2  läs online, www.workwithdata.com , läst: 21 november 2024.[källa från Wikidata]
3. 1 2 3 4 5 6  läs online, www.congress.gov .[källa från Wikidata]
4. 1 2 3 4 5 6 7  Biographical Directory of the United States Congress, United States Government Publishing Office, 1903, US Congress Bio-ID: W000798, läst: 7 februari 2021.[källa från Wikidata]
5. ↑  ”Tim Walberg”. web.archive.org. 3 december 2013. Arkiverad från originalet den 3 december 2013. https://web.archive.org/web/20131203043921/http://freepages.genealogy.rootsweb.ancestry.com/~battle/reps/walberg.htm. Läst 31 mars 2024.
6. ↑  ”The Voter's Self Defense System”. Vote Smart. http://votesmart.org/. Läst 28 mars 2022.